# Vovča (přítok Samary)
Vovča (ukrajinsky Вовча) je řeka v Doněcké a Dněpropetrovské oblasti na Ukrajině. Je 323 km dlouhá. Povodí má rozlohu 13 300 km².

## Průběh toku
Ústí zleva do Samary (povodí Dněpru).

## Vodní stav
Průměrný průtok vody ve vzdálenosti 81 km od ústí činí 5,3 m³/s.

## Využití
Na řece leží města Kurachivka, Kurachove a Pavlohrad.